# Dekanat Grudziądz I
Dekanat Grudziądz I – jeden z 24 dekanatów w rzymskokatolickiej diecezji toruńskiej.

## Historia
Dekanat grudziądzki niegdyś należał do diecezji chełmińskiej z siedzibą w Pelplinie. Od 25 marca 1992 roku przynależy on do diecezji toruńskiej. Obecny kształt dekanat uzyskał na przełomie 2001 i 2002 roku po reorganizacji struktur diecezjalnych. 

## Parafie
Lista parafii (stan z 12 października 2023):
| Lp | Miejscowości (osiedla) / parafia | Proboszcz / administrator           | Zdjęcie |
| -- | --- | ----------------------------------- | ------- |
| 1  | Grudziądz (Śródmieście) parafia Ducha Świętego                                                                                       | ks. Andrzej Grzegorz Kusiński       |         |
| 2  | Grudziądz (Tarpno) oraz miejscowości Nowa Wieś, Grabowiec, Parski parafia Najświętszego Serca Pana Jezusa                            | ks. kan. Zbigniew Jan Gański        |         |
| 3  | Grudziądz (Wielki Kuntersztyn i Mały Kuntersztyn) oraz miescowości Wielkie Lniska i Mała Księża Góra parafia Niepokalanego Serca NMP | ks. Dariusz Hirsch MIC              |         |
| 4  | Grudziądz (Stare Miasto) parafia św. Mikołaja                                                                                        | ks. kan. Dariusz Kunicki            |         |
| 5  | Grudziądz (Wyzwolenia, Tuszewo) parafia Wniebowzięcia NMP                                                                            | ks. kan. Krzysztof Andrzej Zalewski |         |
| 6  | Grudziądz (Owczarki) oraz miescowość Świerkocin parafia NMP Wspomożycielki Wiernych                                                  | ks. Michał Narodzonek               |         |
| 7  | Mokre, Białochowo, Dusocin, Leśniewo, Lisie Kąty, Wielki Wełcz, Zakurzewo i Zarośle parafia Wniebowzięcia NMP                        | ks. Michał Dąbkowski                |         |